# Teichbach (Große Mühl)
Der Teichbach ist ein Bach in den Gemeinden Julbach und Ulrichsberg in Oberösterreich. Er ist ein Zufluss der Großen Mühl.

## Geographie
Der Bach entspringt in der Gemeinde Julbach auf einer Höhe von 701 m ü. A. Er weist eine Länge von 2,9 km auf. Er nimmt linksseitig den Aubach auf. Der Teichbach mündet in der Gemeinde Ulrichsberg auf einer Höhe von 564 m ü. A. rechtsseitig in die Große Mühl. In seinem 2,78 km² großen Einzugsgebiet liegen die Ortschaft Fuchslug sowie Teile der Ortschaften Oberthiergrub und Unterthiergrub.
Die Wanderreitroute Böhmerwald – Große Mühl quert den Bach.

## Umwelt
Der Teichbach ist Teil der 22.302 Hektar großen Important Bird Area Böhmerwald und Mühltal. Sein Mündungsbereich gehört zum 9.350 Hektar großen Europaschutzgebiet Böhmerwald-Mühltäler.